# Casa Misquito
La Casa Misquito, también llamada Los Miskitu o Los Miskut, es un título nobiliario de carácter hereditario que fue concedido en la región histórica de Misquitia por Carlos II de Inglaterra en 1655 para Oldman, descendiente de los caciques Misquito.
Sus miembros perpetuaron la alianza con Inglaterra establecida formalmente en 1687, gobernando hasta 1894 el protectorado británico de facto denominado Nación Miskita (Mosquito Nation en inglés), supeditado a la colonia de Jamaica, que corresponde a parte de las costas caribes de Honduras y Nicaragua.

## Los Misquito en la época de la conquista española de América
La región histórica de Misquitia se extiendo a lo largo de los territorios costeros del departamento de Gracias a Dios de Honduras y las regiones autónomas del Atlántico Norte y Atlántico Sur de Nicaragua. Durante la época precolombina eran regiones pobladas por miskitos, mayangna, pech y eotros pueblos indígenas. En 1502 el Cuarto Viaje de Colón recorrió estas costas Centroamericanas, desde las actuales Trujillo a Portobelo (Panamá). En época de Hernán Cortés se dio cuenta de la existencia de la ciudad de Kaha Kamasa o ciudad blanca, una importante población indígena de ubicación imprecisa.Tras las alianzas diplomáticas y acciones bélicas de la conquista española de Honduras, en 1540 la región quedó encuadrada primero provincia de Nueva Cartago y Costa Rica.
A finales del siglo XVI los caciques misquito lograron hacerse con el control de la región en detrimento de sus adversarios, liderados por "El líder" o "El rey", en lengua misquita Ta Uplika.

## Los Misquito en la Norteamérica Británica e Indias Occidentales

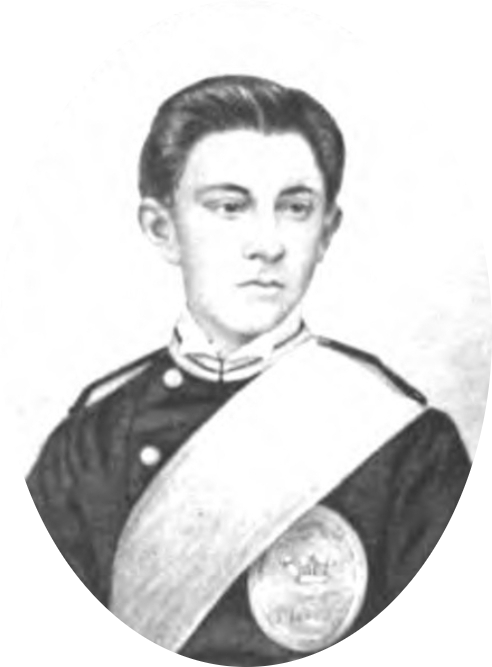
El rey William I, tuvo un reinado lleno de inconvenientes, producto de la administración de su antecesor, George II

Desde finales del siglo siglo xvi las naciones europeas desafiaron el monopolio hispano-luso sobre América establecido en el tratado de Tordesillas (1494). Con el empleo de concesiones a compañías privadas como la Compañía de Providencia, y el desgaste de los ataque piratas sobre las principales poblaciones portuarias españolas en América, Inglaterra logró hacerse con enclaves en el Caribe, que denominaban Indias Occidentales.

El imperio Inglés promovió el acercamiento al cacique Ta Uplika como medio para ampliar el territorio bajo su esfera de influencia en América. El propósito era obtener un reino indio vasallo de Inglaterra mediante el respaldo a los caciques misquito. Se trataba de un interés comercial y económico, desprovisto del compromiso de evangelizar o civilizar, es decir, exento de un proyecto de integración política del territorio, desarrollo de ciudades, infraestructuras o administración de estándares occidentales. Tras la invasión de Jamaica (1655) y la consiguiente guerra anglo-española (1655-1650) los acuerdos entre los ingleses y Ta Uplika dieron lugar a la recepción diplomática de su hijo Oldman y su séquito en audiencia por el rey Carlos II, quien le otorgó el título de Olman I de la Mosquita y heredero del rey Tara WihtaOldman fue soberano hasta 1687, siendo sucedido por su hijo Jeremy I, quien fue educado en Inglaterra y en la religión anglicana protestante para asegurar el pacto colonial. La lealtad de los reyes misquitos al imperio británico se mantuvo en el tiempo y Mosquitia se convirtió en un territorio de facto bajo soberanía británica en forma de protectorado, como enclave aislado rodeado por la Capitanía General de Guatemala española. 

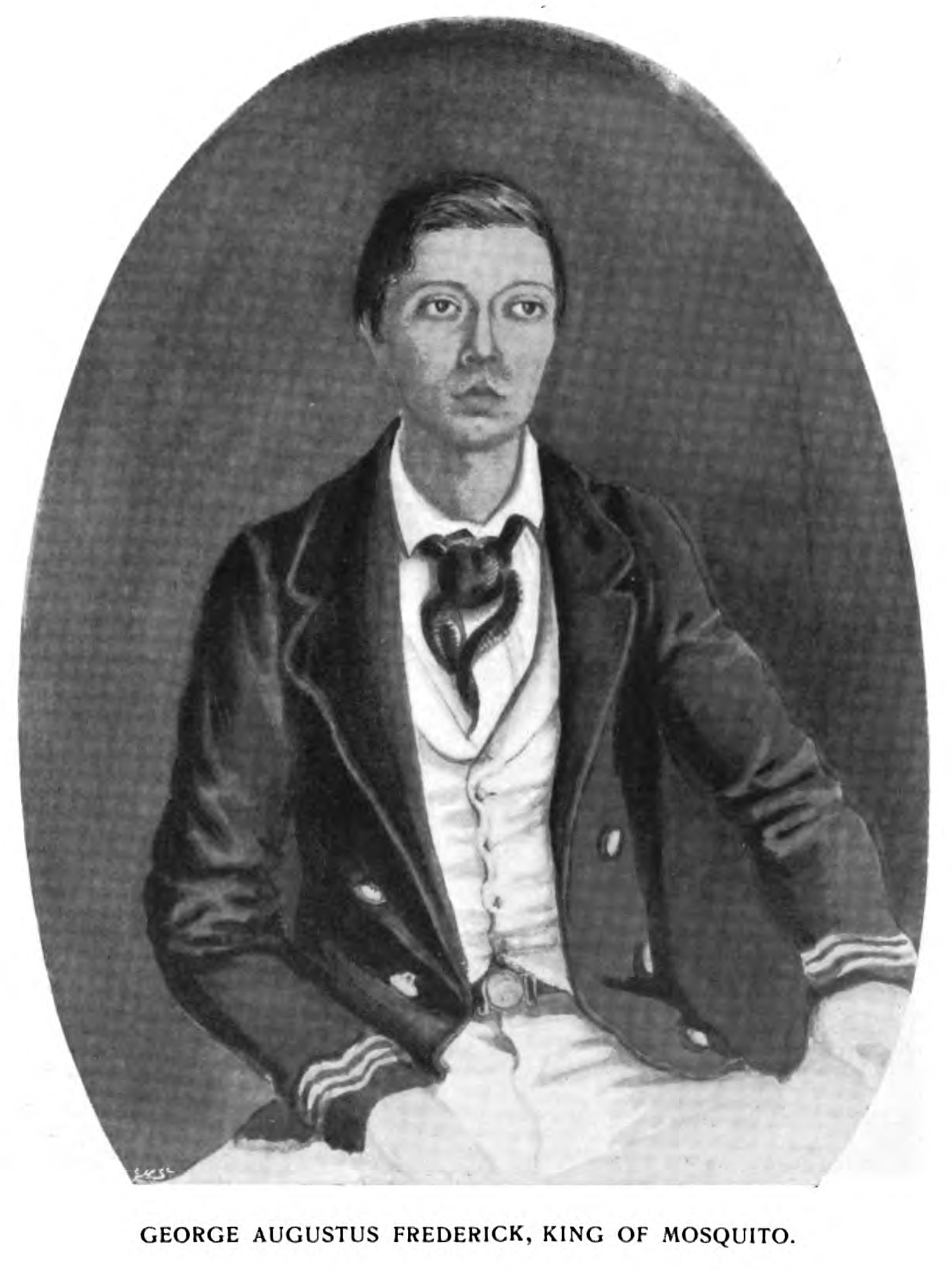
Rey George IV, presencio la separación de de Centroamérica de la corona española y subsecuentemente del primer Imperio mexicano y la formación de las Provincias Unidas del Centro de América.

Con la Independencia de Centroamérica del imperio español (1821) el imperio británico propició campañas bélicas y diplomáticas para reclamar territorios en Centroamérica, aprovechando la inestabilidad política de época de la Federación Centroamericana.

En época de la Honduras como estado independiente, el 12 de agosto de 1841 el superintendente de la Honduras británica (actual Belice) y el monarca misquito desembarcaron en San Juan del Norte (Nicaragua) y proclamaron unilateralmente la soberanía de la actual costa atlántica a Misquitia. Tanto esta acción como la proclamación de la colonia de Islas de la Bahía (1852) supusieron un serio conflicto diplomático con los EE. UU. por tratarse del incumplimiento del reparto de Centroamérica con el imperio británico plasmado en la doctrina Monroe. 

## Disolución del reino de Misquitia (1894)

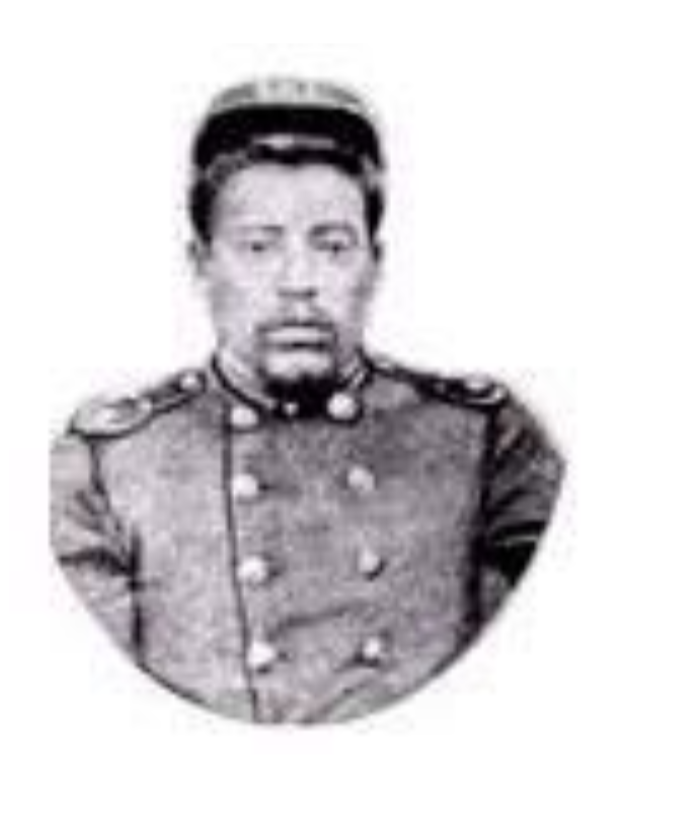
Entre 1889 a 1890, HE Jonathan Charles Frederick se convirtió en el Jefe Hereditario de los Miskitos.

Durante mediados del siglo XIX Honduras recupera algo de la soberanía sobre la parte de la costa de la misquita que se le había dado en 1844 que se encuentra en su territorio, siendo absorbida por este y se crea el departamento de Gracias a Dios en 1868 además años antes ya había tenido de vuelta a las Islas de la Bahía de parte de la Corona británica. El reino misquito se mantendría en pie las siguientes décadas como una reserva, teniendo reinados hasta desaparecer absolutamente en 1894, año en que el gobierno de José Santos Zelaya restableció el dominio y soberanía de Nicaragua mediante la llamada Reincorporación de la Misquitia al territorio nacional, a pesar de esto hubo un intento de restablecerlo como protectorado por parte de los británicos en julio de ese mismo año, pero recuperado por Nicaragua en agosto. 

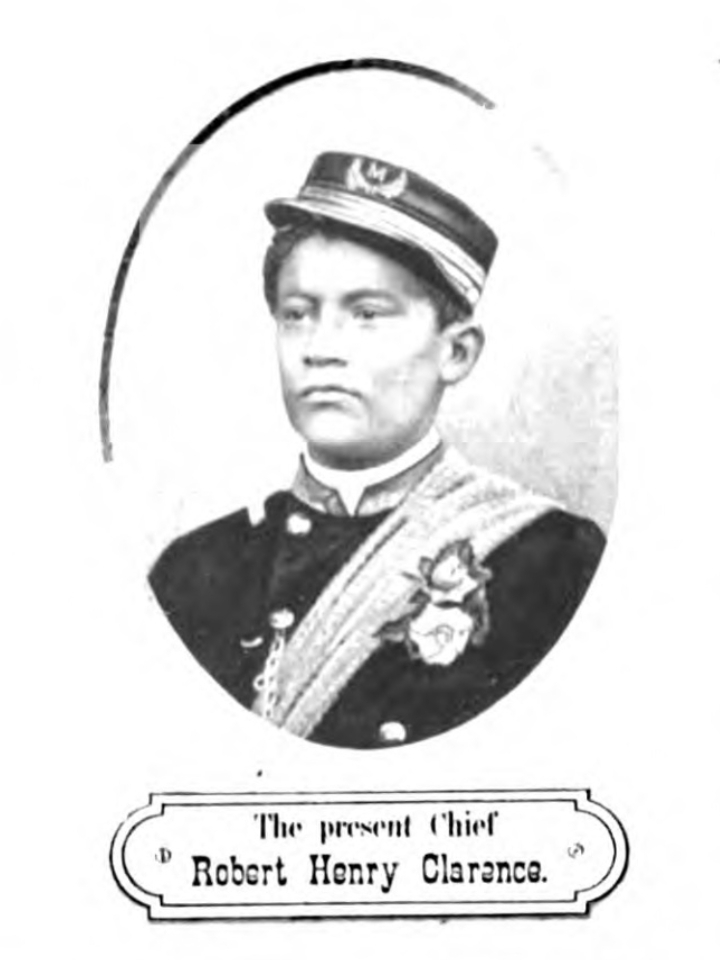
El Rey Robert II, último rey misquito.

En 1907 se dio un conflicto armado causado por un miembro de la comunidad conocido como Sam Pitts, que fue arrestado y asesinado por las tropas nicaragüenses de Santos Zelaya. Dicho conflicto fue desencadenado en 1904 por la designación ilegal de Andrew Hendy como jefe honorario para reemplazar a su primo, Robert Henry Clarence también conocido como Robert II, el último monarca miskito quien murió en exilio en Jamaica en 1908.

## Dinastía Misquito en la actualidad

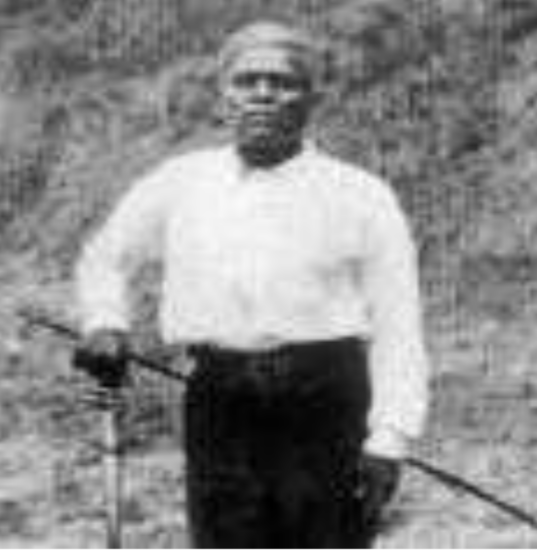
Jefe Hereditario Andrew Clarence Hendy

En 1957, el Consejo de Ancianos y la Familia Real en Kuum otorgó el Bastón Real de Gobierno a Su Alteza Real la Princesa Josephenie Hendy Hebbert Twaska, Durante este evento histórico, de una transferencia ceremonial oficial de poderes de Mosquito, la Princesa aceptó inmediatamente el Estado Mayor Real y, mientras sostenía firmemente ella instrumento de gobierno, que ahora estaba en su posesión legal, declaró unilateralmente la independencia de Misquito de Nicaragua y Honduras para la Nación Miskitu. La heredera Real Josephenie Hendy Hebbert Twaska fue detenida posteriormente por funcionarios Nicaragüenses bajo el gobierno del Presidente Luis Anastasio Somoza Debayle. Los funcionarios Nicaragüenses en ese momento secuestraron y retuvieron a su hijo uan sindo un bebé como rehén para asegurar que la princesa cumpliera con ser obligada a exiliarse y abandonar su país dentro de las 72 horas o ser detenida y encarcelada.
Luego de su exilio esta se casó dos veces, primero con el noble Ives Yami Fleurima, sin embargo este matrimonio duro poco y luego se divorció. Se volvió a casar con el estadounidense Pat Murphy Robertson quien falleció un par de décadas después. Esta continúa sus esfuerzos como Matriarca de los Pueblos Misquitos (Miskitu), una de sus obras más notables pues una publicación de un libro bajo el título, Yapti Tasbia – La Madre Tierra Miskitu (Yapti Tasbia - The Miskitu Motherland)
Desde entonces, la Gente Misquito ha concedido a la Princesa Josephenie H.H. T. de Robertson, el título de la Matriarca de la Nación Misquito. La Princesa Josephenie continúa encabezando el gobierno federal Miskitu en el exilio, exigiendo la plena soberanía para su pueblo, como nación entre naciones. Ha hecho obras filantrópicas así como la búsqueda de reparación en nombre de su Pueblo mediante la escritura de cartas y el contacto oficial con las antiguas potencias coloniales que participaron en la negociación de tratados ilegales y desiguales que afectaron negativamente al Reino Mosquito. 
La Princesa Josephenie ha estado directamente involucrada en el activismo, esta ha presentado denuncias internacionales sobre presuntas transgresiones por parte de los gobiernos nicaragüenses hacia la etnia miskita, denuncias tales como represión, apropiación ilegal indebida de recursos naturales, y despojo de tierras. Actualmente la situación de la mosquitia son una de las preocupaciones de la Familia Real. 
Actualmente la familia ha denunciado presuntos abusos por parte de las autoridades nicaragüenses bajo el gobierno de Daniel ortega desde 2008 en los tribunales Federales de los Estados Unidos y en la Comisión Interamericana de Derechos Humanos de la Organización de los Estados Americanos (OEA). Hasta el día de hoy, los Estados Unidos y la Comisión Interamericana de Derechos Humanos de la Organización de los Estados Americanos (OEA) mantienen este caso activo para buscar una posible solución pero sin mucho avances presentados. 

## Lista de Monarcas
- 1633-1641ː Ta Uplika "El rey"
- 1641-1655ː Wihta Tara "El principe"
- 1655-1687: Oldman I
- 1687-1718: Jeremy I, rey de la Nación Misquita
- 1718-1729: S. M. Jeremy II, rey de la Nación Misquita
- 1729-1739: S. M. Peter I, rey de la Nación Misquita
- 1739-1755: S. M. Edward I, rey de la Nación Misquita
- 1755-1776: S. M. George I, rey de la Nación Misquita
- 1776-1801: S. M. George II Frederic, rey de la Nación Misquita
- 1801-1824: S. M. George Frederic Augustus I, rey de la Nación Misquita
- 1824-1842: S. M. Robert Charles Frederic, Rey de la Nación Misquita
- 1842-1865: S. M. George Augustus Frederic II, Rey de la Nación Misquita
- 1865-1879: S. E. William Henry Clarence, Jefe Hereditario de los Misquitos
- 1879-1888: S. E. George William Albert Hendy, Jefe hereditario de los Misquitos
- 1888-1889: S. E. Andrew Hendy Clarence, Jefe Hereditario de los Misquitos
- 1889-1890: S. E. Jonathan Charles Frederick, Jefe hereditario de los Misquitos
- 1890-1908: S. E. Robert Henry Clarence, Jefe hereditario de los Misquitos (último rey Mosco)
- 1894-1914ː S.E. Andrew Hendy Clarence, Jefe hereditario de los Misquitos (como rey títere)
- 1957-actualidadː S.M. Josephenie Hendy Hebbert Twaska, Princesa heredera del Reino de la Misquitia - Matriarca de la Nación Miskitu

## Descendientes Misquitos en la actualidad

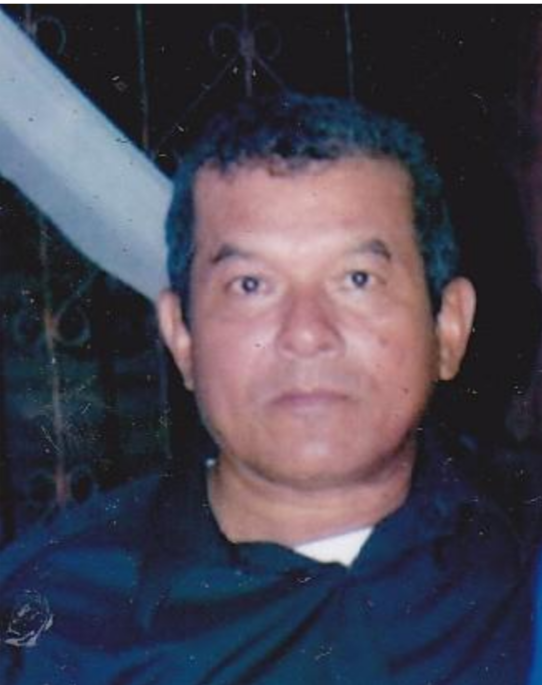
José Miguel Coleman Hendy Clarence representante de la casa real y actual heredero del Reino de la Misquitia

Representantes y Pretendientes a la corona
- 1908-1928: Robert Frederick Clarence, heredero del Reino de la Misquitia
- 1978-1990ː Norton Cuthbert Clarence, heredero del Reino de la Misquitia
- 1990-2016ː Sean Henry Clarence, heredero del reino de la Misquitia
- 2016-Actualidad: José Miguel Coleman Hendy Clarence, representante de la casa real y heredero del Reino de la Misquitia
- Príncipe Lloyd Ariel Cuthbert Sinclair, representante de la casa real
- Príncipe Louis Fredrick Lobos, representante de la casa real y heredero del Reino de la Misquitia

### Nobles
- Princesa Mary Irene Clarence
- Princesa Mairin Celina Hendy Diaz
- Príncipe Velazco Hendy Clarence Oracio